# Csertő
Csertő é um município da Hungria, situado no condado de Baranya. Tem 14,26 km² de área e sua população em 2019 foi estimada em 369 habitantes.